# Geert Allaert
Geert Allaert (Menen, 3 juni 1963) is een Belgisch ondernemer en oprichter van Music Hall.

## Biografie
Allaert studeerde Germaanse filologie en richtte na zijn studies, in 1988, Music Hall Group op. Hij is promotor van meerdere Vlaamse musicals.

## Musicals
- Cats (1996)
- Les Misérables (1998)
- Phantom of The Opera (1999)
- Peter Pan
- Camelot
- Alladin
- Romeo en Julia (2002-2003)
- Dracula (2006)
- Amadeus (2006)
- Dans der Vampieren (2010)
- Oliver Twist (2010)
- Spamalot (2011)
- Ben X (2011)
- Fiddler on the Roof (2011)
- The Producers (2012)
- Marguerite S. (2012)
- Annie, de musical (2013)
- De Tovenaar van Oz (2013)
- Assepoester (2013)
- The Sound of Music (2014)
- War Horse (2014)
- Flanders Fields, eindbestemming Poperinge (2014)
- Piaf, de musical (2015)
- Grease, de musical (2015)
- Evita, de musical (2016)
- Chaplin, de musical (2016)
- Mozart! - de Musical (2017)
- Scrooge, de Musical (2018)